# Kagami biraki

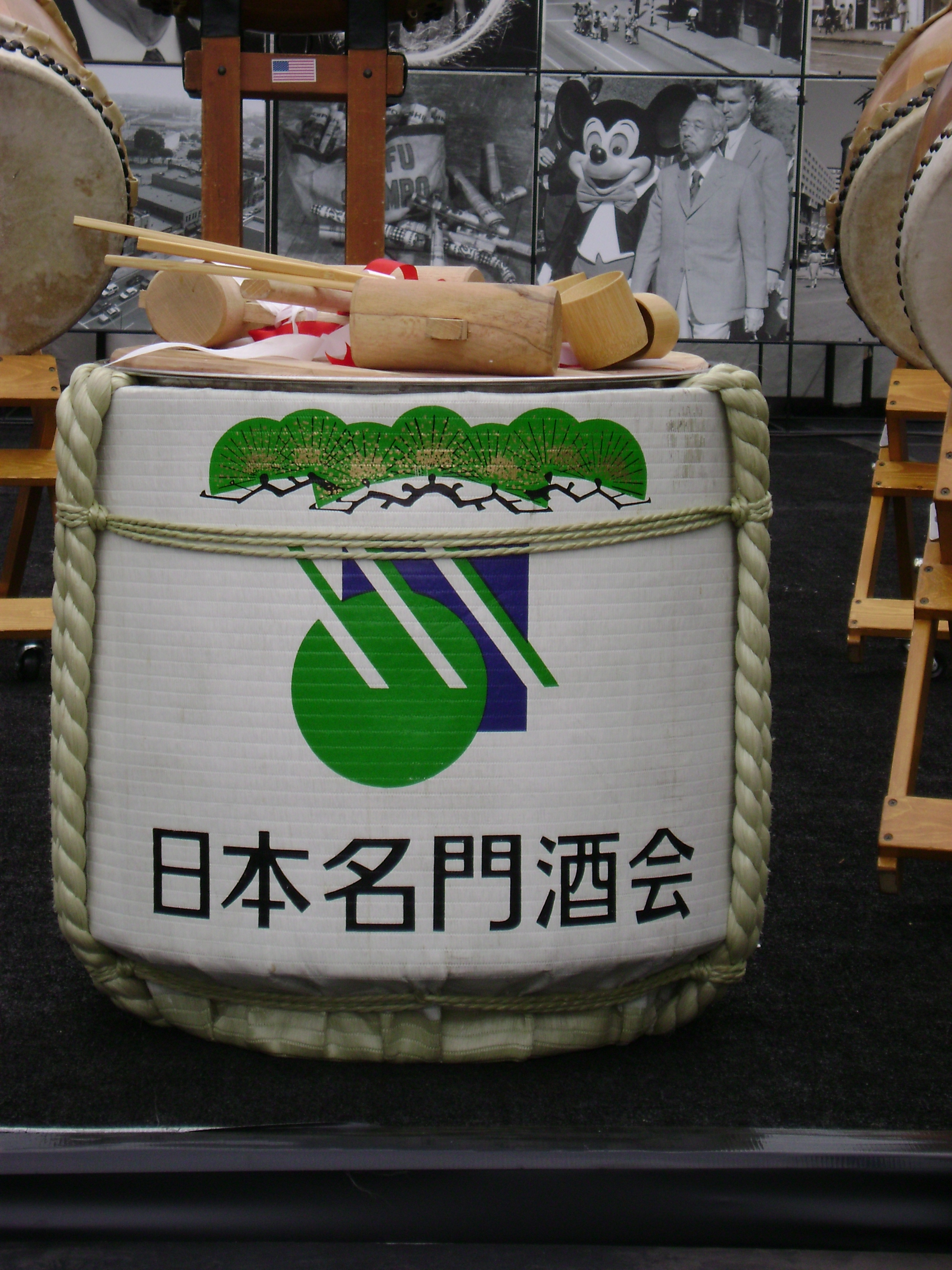
Baril de saké prêt à être brisé.

Fêté le 11 janvier au Japon, le kagami biraki (鏡開き) signifie « ouvrir le miroir » et non pas « briser le miroir ».
Traditionnellement, on brise le couvercle d'un tonneau de saké (komodaru) afin de le déguster lors d'une cérémonie shinto.
Lors de cette cérémonie, les participants dégustent les kagami mochi ayant servi de décoration du Nouvel An, coupés en kaki-mochi, dans une bouillie sucrée à base de haricots rouges appelée shiruko (汁粉).
Le shogun Tokugawa[Lequel ?] fut le premier, il y a trois cents ans, à introduire cette cérémonie. Avant de partir en guerre, il brisa le couvercle d'un tonneau de saké afin de partager avec ses daimyos. Ils remportèrent la victoire : une tradition était née.
Plusieurs arts martiaux et dojos ont introduit cette cérémonie afin de souligner le premier entraînement de la nouvelle année.